# Heleninidae
Heleninidae es una familia de foraminíferos bentónicos de la superfamilia Discorboidea, del suborden Rotaliina y del orden Rotaliida. Su rango cronoestratigráfico abarca desde el Ypresiense (Eoceno inferior) hasta la Actualidad.

## Clasificación
Heleninidae incluye a los siguientes géneros:
- Helenina
- Hyderia †
- Pseudohelenina
- Rhaptohelenina

Otro género considerado en Heleninidae es:
- Helenia, sustituido por Helenina